# Jan van Dijk (fotograf)

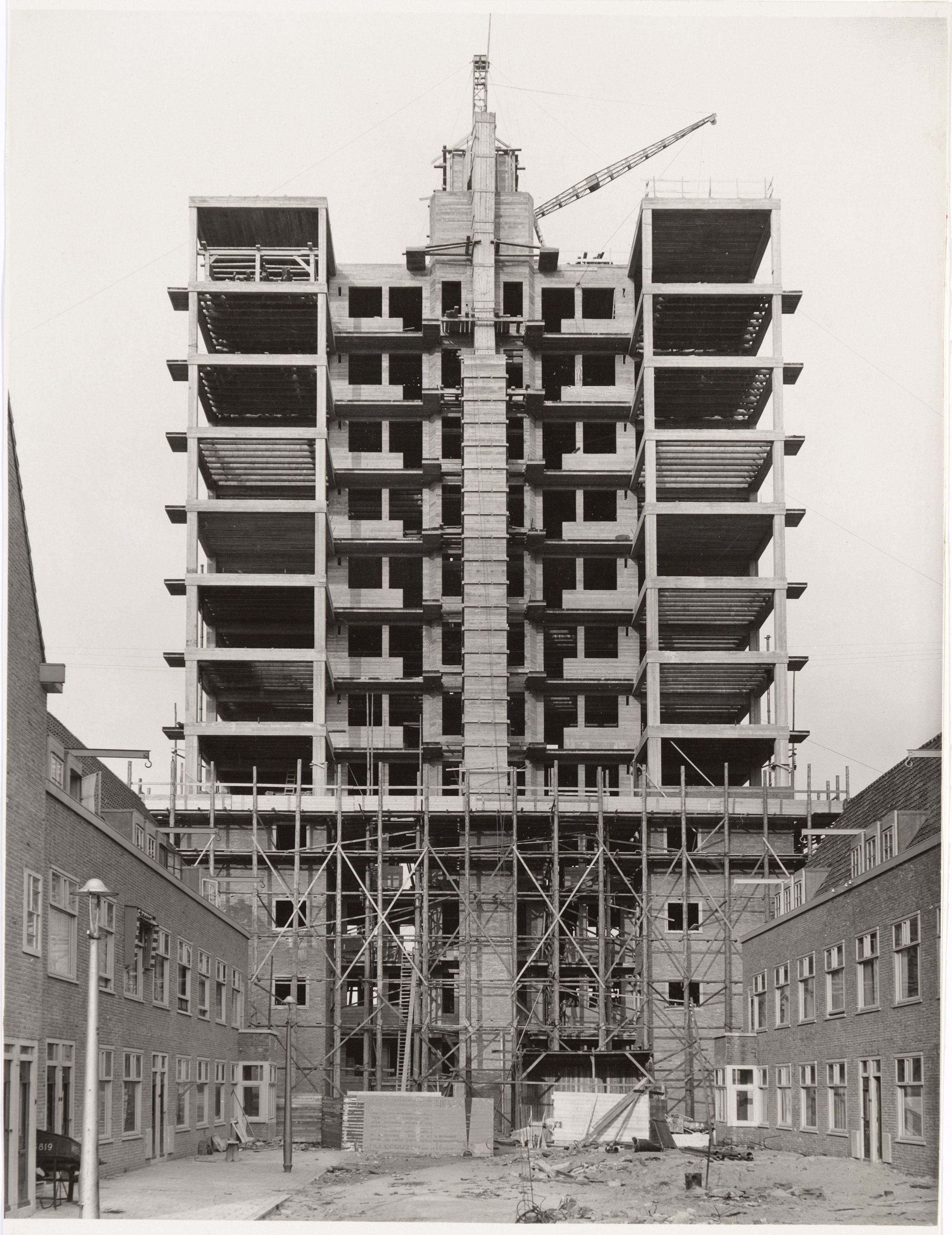
Jan van Dijk: Stavba mrakodrapu při pohledu z Merwedeplein, Amsterdam, asi 1930 (Stadsarchief Amsterdam)

Jan van Dijk (Hoorn, 23. prosince 1882 – Amsterdam, 24. května 1960) byl nizozemský fotograf, který se nejvíce zaměřoval na technickou fotografii.
Van Dijk pořizoval hlavně fotografie architektury, reklamy a průmyslu. Vyznamenal se svými „trikovými a kombinovanými fotografiemi“. Jeho kolegové oceňovali jeho vynalézavost a technický vhled. O jeho práci pravidelně diskutovaly obchodní časopisy své doby, například Bedrijfsfotografie nebo Focus. Jeho jméno se objevuje v přehledech nizozemské fotografie. Jeho práce byly vystaveny na retrospektivních výstavách, například Foto '37 v muzeu Stedelijk v Amsterdamu. Van Dijk také natočil řadu filmů, například Paříž I a II a Een dag sneeuw in Amsterdam (Den sněhu v Amsterdamu). Byl členem spolku Nederlandsche Fotografen Patroons Vereniging (NFPV) a Nizozemské asociace amatérských fotografů (NAFV).

## Životopis
Jan van Dijk se narodil jako syn Pietera van Dijka a Johanny Wilhelminy Margarethy Tjeenk Willink. Po absolvování HBS zahájil Van Dijk v roce 1900 studium na Technické univerzitě v Delftu, které z finančních důvodů musel po dvou letech ukončit. Ve stejném roce se Van Dijk dobrovolně zavázal jako kandidát na rezervní personál armády u ženistů. V roce 1903 je rezervním desátníkem a v roce 1904 záložním seržantem. V roce 1909 byl Van Dijk propuštěn ze služby.

### Tvorba 1902–1911
V letech 1902 až 1911 pracoval Van Dijk ve společnosti Verwey & Lugard's Automobiel Mij v Haagu a v letových táborech v Ede a Soesterbergu. V různých odděleních společnosti získával zkušenosti s kancelářskými činnostmi, jako je administrativa a korespondence. Jeho technický rozhled však zajistil, že v lednu 1910 začal pracovat v oddělení oprav, kde Van Dijk montoval a demontoval automobily. Jeho šéf J.C. Verwey později v certifikátu napsal, že „jeho práce vykazuje dobrý, praktický talent, pracovitost a dovednosti“. Van Dijk pracoval na konstrukci létajících strojů v Haagu a Ede, zatímco „poskytoval velmi dobré služby“ jako projektant, vedoucí atd. Při navrhování letových táborů Ede a Soesterberg. v Ede i v Soesterbergu působil hlavně jako hlavní mechanik, „úspěšně nabitý“ údržbou kožených létajících strojů a mnoha opravami. V certifikátu se dále uvádí „že je dobrý motorista a řidič, vykazuje pravidelný životní styl a vyznačuje se pracovitostí, obětavostí, čestností a dobrou vírou. Jednoduše a bez reptání, nesoucí všechny těžkosti (špatná výživa, nedostatečné přístřeší), je pan Van Dijk vždy připraven zvládnout práci.“ Verwey ho proto s důvěrou doporučoval pro „jakýkoli úkol technicky praktické povahy, který vyžaduje také spolehlivost“.

### Rheinisches Technikum, Bingen, Německo (1911–1914)
V říjnu 1911 odešel Van Dijk do Bingenu, aby dále studoval technické vědy na Rheinisches Technikum (nyní Fachhochschule Bingen), která byla založena v roce 1897. Nedlouho po příjezdu psal svým rodičům dopis, ve kterém Van Dijk vizuálně a s citem pro detail informuje o svých prvních dnech. Praktické, pozorovací, věcné, ale také kontemplativní lekce začínají v 8 hodin, během prvních dnů se učí více starých než nových lekcí moudrosti a očekává, že za chvíli budou pokračovat. Naštěstí učitel ví, jak učivo prezentovat zajímavě“. S ním studovalo jedenáct Nizozemců, jeden Řek a 25 Němců. Lekce trvaly jeden a půl hodiny s 15minutovou přestávkou, během níž se studenti procházejí a dýchají čerstvý vzduch. Více než polovina Nizozemců se připojilo k Asociaci nizozemských techniků, kde se konají přednášky a společenská setkání. Klubovna obsahovala technické časopisy a Nieuwe Rotterdamsche Courant a byla zde knihovna. Vycházel také dobře se svými německými spolubydlícími, chodili spolu na vysokou školu a jedli spolu (dvakrát denně teplé, obvykle pečené brambory se salátem). Měl obývací pokoj s jedním oknem a ložnici se dvěma okny na rohu domu, obě s elektrickým světlem a krásnou dlouhou postel s tuhou matrací. Studenti jezdí na kole. Van Dijk rovněž poznamenává, že Bingen lze srovnávat spíše s Enkhuizenem než s Hoornem, „jen s jednou ulicí s obchody a bez kina“. Ptal se rodičů na časopisy jako „De Kampioen en Auto“. Van Dijk získal diplom v oboru elektrotechniky a strojírenství. Kromě vzdělání inženýra absolvoval kurzy fotografie, což byla kombinace, která z něj nakonec udělala kvalifikovaného a vynalézavého technického fotografa. Van Dijk se vrátil do Nizozemska v roce 1914, na začátku první světové války.

### Technická fotografie 1915–1925
Od roku 1915 pracoval Van Dijk jako technik a strojní inženýr ve společnostech jako NVANEM, vh Groeneveld, Ruempol&Co v Amsterdamu. Zpočátku byl vedoucím kreslířské kanceláře a poté měl na starosti oddělení technické reklamy, tisku a registrace. Nebylo to však pro něj dostatečně technické a v roce 1921 se Van Dijk ucházel o místo u vedení společnosti NEDEXIMPO v Amsterdamu. Pravděpodobně tam nebyl přijat, protože dokument pochází ze stejného roku, ve kterém Van Dijk žádal o pozornost a sofistikovaným způsobem inzeroval: Instalace pro technickou fotografii J. van Dijk, W. & E.I. na 36 Bilderdijkkade v Amsterdamu. Jeho služby: „Fotografické záběry exteriérů a interiérů továren, budov, hotelů, lodí v různých velikostech. Ale také fotografie strojů, spotřebičů, nábytku, obchodních a technologických předmětů (pro katalogy nebo jiné reklamy) mohou být dodány precizně a v krátkém čase. A „pro vytváření reprodukcí, zvětšenin a diapozitivů“ musíte také jít k Van Dijkovi, „zatímco o čistý povrch je vždy postaráno“.

### Fotografická agentura 1925–1960
Později se se svou manželkou Susannou Margarethou Jungovou a synem Johanem Christiaanem van Dijkem (1922–2004) přestěhoval na adresu Nicolaas Maesstraat 46 na rohu ulice Moreelsestraat. Jeho společnost se v tom čase jmenovala Fotobureau voor Architectuur, Industrie en Reclame (Fotografická agentura pro architekturu, průmysl a reklamu). Syn Johana van Dijka ve společnosti pracoval po ukončení studia HBS na Montessori Lyceum Amsterdam do roku 1955. Po vypuknutí druhé světové války se Johan zapojil do odbojových aktivit CS-6. Na úkol nebo na žádost svého přítele Jana Karla Boissevaina (Janka), mimo jiné, zhotovoval pasové fotografie lidí v úkrytu a odbojářů na falešné průkazy totožnosti. Není jasné, do jaké míry o tom Jan van Dijk věděl a / nebo k němu něvědomky přispíval.
Jan van Dijk zemřel v Amsterdamu 24. května 1960.

## Dílo

### Architektonická fotografie
Van Dijk měl stálý přísun objednávek od amsterdamských realitních agentů, společností a továren. Jak Van Dijk oznámil své specializace již v roce 1921, lze je také najít na přibližně 1400 fotografiích, které jsou archivovány v amsterdamském městském archivu. Venkovní záběry a interiéry továren, budov, hotelů, lodí a nespočet domů, kostelů, obchodů, bank, strojů a nábytku. Budovy se nacházejí buď v nových čtvrtích, které byly postaveny v Amsterdamu ve 20. a 30. letech, jako jsou Rivierenbuurt, Stadionbuurt, Mercatorpleinbuurt a Transvaalbuurt. Ale také podél kanálů a v ulicích v centru města. Sotva existují fotografie čtvrtí z 19. století, jako jsou Staatsliedenbuurt, De Pijp, Concertgebouwbuurt, Dapperbuurt a Oosterparkbuurt. To je pravděpodobně způsobeno skutečností, že se tam obchodovalo jen s několika budovami, a proto neexistoval žádný přímý důvod, aby obec / architekt / developer projektu požadoval fotografie.
Při pozorném pohledu na fotografie je možné vidět, jak Van Dijk nechává domy vyniknout. Ulice jsou téměř prázdné, slunce svítí silně a kontrastní hra světla a stínu jasně zviditelňuje tvary architektury. Interiéry si také prostorově přijdou na své díky inovativnímu způsobu osvětlení Van Dijka. Částečně kvůli smyslu pro kompozici jeho fotografie, i když slouží, také ukazují velkou krásu. Pro technického fotografa to nebylo o příjemné pouliční scéně, ale o dokumentační nebo propagační fotografii pro klienta, ať už to bylo město, realitní agent nebo podnikatel. Se stejným přístupem vyfotografoval Van Dijk jak vedení, tak zaměstnance továrny nebo elegantní banky.

### Reklamní a průmyslová fotografie
V publikacích o nizozemské fotografii a odborných časopisech Bedrijfsfotografie a Focus je uvedeno, že Van Dijk také vytvořil mnoho průmyslových a reklamních fotografií. Například fotografie sady stříbrných lžiček, kde recenzenti diskutují o způsobu, jakým Van Dijk minimalizuje odraz ve stříbře, nebo jak dosahuje toho, aby vržený stín rušil co nejméně.

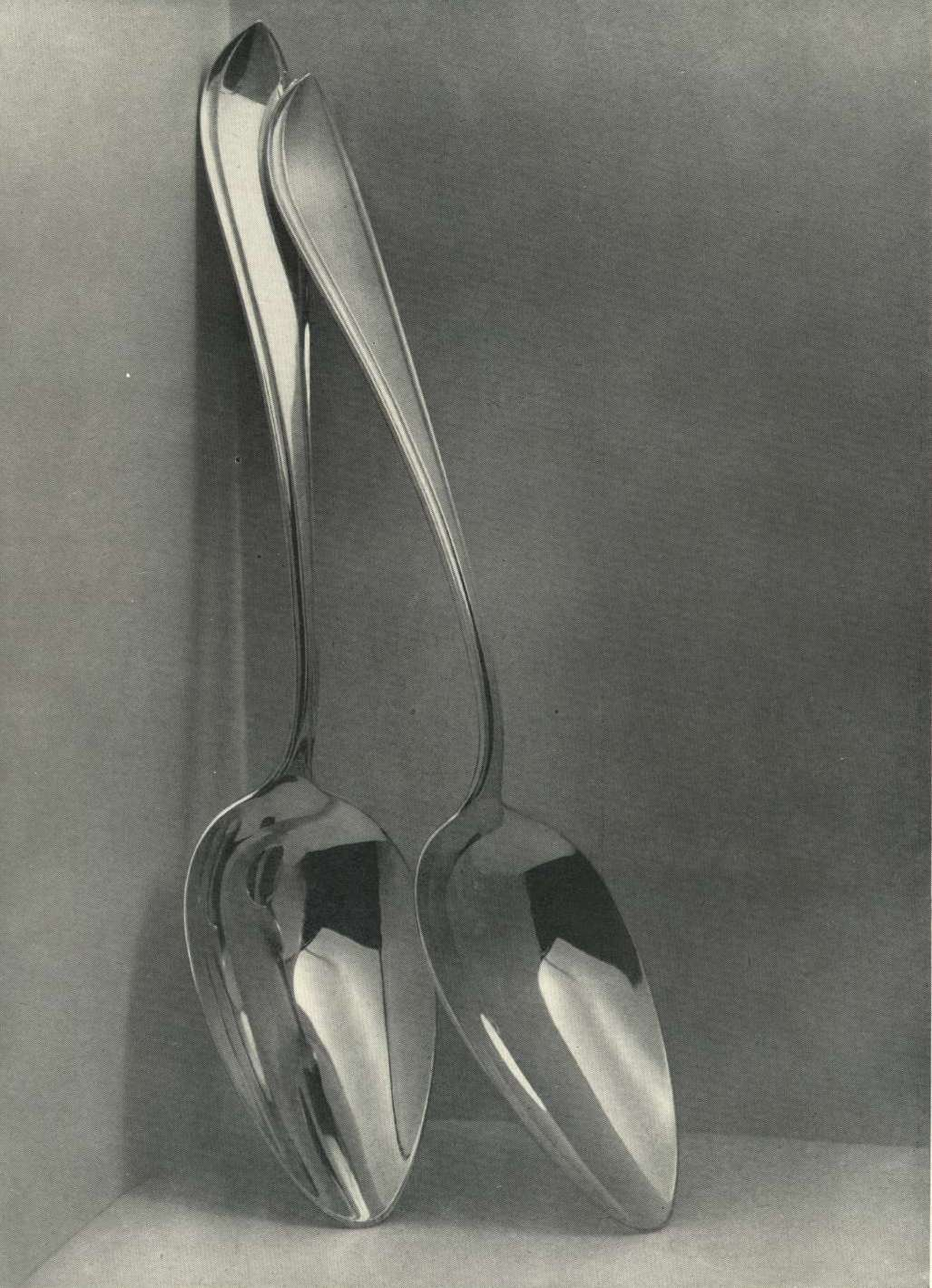
Jan van Dijk: Stříbrné lžíce (Fotokunst 1947)

Diskuse často obsahují slova uznání jako jsou „velká kompetence“, při přípravě subjektů do kompozice je Van Dijk „umělcem“. Například reklama na Algemeen Handelsblad svědčí o tom, že Van Dijk přemýšlel o tom, jaká zpráva by měla být obrazem sdělena a jak ji zkomponovat. Něco, co dnes (2020) zkoumá mnoho marketingových oddělení společnosti, ale pak to bylo ještě něco, co bylo svěřeno schopnostem fotografa. Algemeen Handelsblad byl lídrem v obchodních, průmyslových kruzích a společenských kruzích, takže fotografie musela vyjadřovat něco odlišného. Van Dijk si jako místo fotografování vybral Klub významných pánů, kde seděli tři významní pánové u stolu se sklenkou portského a všichni tři četli noviny. Van Dijk využil takzvaného „poutače“, muže v popředí, a další dva pány nechal scénu zopakovat. Zvolil vysoký úhel pohledu, díky němuž je scéna jasně viditelná, a dále získal hloubku tím, že nechal popředí mírně rozmazané. Recenzenti chválili jeho úhel záběru a kompozici.

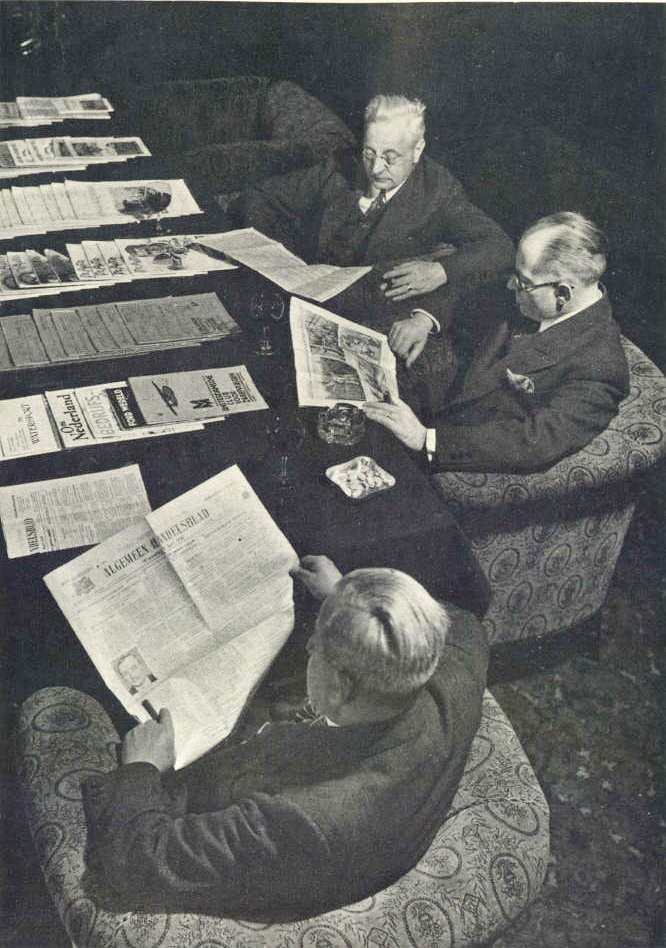
Jan van Dijk, reklama na noviny Algemeen Handelsblad, firemní fotografie 1940, s. 297

Fotografie konferenční místnosti Twentsche Bank ukazuje, že kromě problému se světllem a jeho odrazu jsou dalším problémem pro fotografa také bortící se linie při použití širokoúhlého objektivu. Van Dijk to řeší tak, že ponechává rohy prázdné.

### Trikové a kombinované fotografie
Van Dijk se vyznamenal svými trikovými a kombinovanými fotografiemi. Dobrým příkladem je jeho snímek obchodu s fotografiemi Wed. Wm. Holsta na ulici Haringpakkerssteeg v Amsterdamu. Budova zabírá 5 pozemků a je široká 23 metrů, ulice, ze které bylo třeba pořídit fotografii, je široká 3,5 metru, tedy příliš úzká, aby zachytila celou budovu najednou. Ulice navíc nebyla všude ve stejné výšce a běžela v mírném oblouku a během dne po ní chodilo příliš mnoho lidí. Van Dijkovým řešením bylo pořídit záznam v noci. Pořídil vedle sebe několik fotografií, které později složil do panoramatické koláže. Světlo v obraze získal tím, že měl asistenta, který chodit s lampou sem a tam, přičemž musel zajistit, aby sám zůstal mimo obraz a také se nikde neodrážel. Sám fotograf se musel ohnout dozadu, aby dostal hlavu do hledáčku za kameru. Ve srovnání s pozdějším technickým vybavením tento panoramatický záběr byl ve dvacátých letech významný úspěch a byl možný pouze díky technickému a fotografickému náhledu inženýra. Redaktoři Bedrijfsfotografie vyjádřili uznání „tomuto mimořádně úspěšnému a vysoce kvalifikovanému úkolu“.
Fotografie 101členné rodiny také vyžadovala určitou vynalézavost, protože nedokázali všichni v jeden okamžik nehybně sedět a dívat se současně do objektivu fotoaparátu. Van Dijk proto pořídil několik fotografií, portréty vystříhal, nalepil a vyretušoval do podoby rodinného portrétu, s nímž byli všichni spokojeni. I zde „odborné časopisy“ ocenily vynikající kus fotografické práce.

### Přednášky
Van Dijk vyprávěl příběhy o svých trikových a kombinovaných fotografiích na mnoha prezentačních večerech Asociace nizozemské amatérské fotografie, která měla kluby po celé zemi. Podle zpráv publikovaných v Bedrijfsfotografie a Focus byly přednáškové večery velkým úspěchem. Van Dijk byl nejen „zábavným“, ale také „společenským řečníkem“ a „uvedl do pohybu nejen smějící se svaly“, ale přiměl veřejnost obdivovat trpělivost, pracovitost a odborné zvládnutí fotografické techniky a retuše, které byly nutné pro tak náročnou realizaci.

### Poděkování
O vysoké kvalitě práce Van Dijka není pochyb. Ovládal techniku, byl vynalézavý a měl smysl pro světlo a kompozici. Byl technickým fotografem a jak vyplývá ze zpráv z jeho přednášek, „znamenalo to hledat řešení nesčetných známých nebo netušených, menších či větších obtíží.“ Cílem technického fotografa je vyfotografovat předmět co nejlépe, ale Van Dijk také zároveň používal zákony estetiky a svůj cit pro krásu, získané ovládáním světla a kompozice. Fotografie pro něj byla užitečným nástrojem, při kterém rád zachycoval objekty na citlivé desce co nejlépe a nejpříznivěji. Také o svých řešeních technických problémů a nemožností rád hovořil a nenechával si svá tajemství jen pro sebe, ale rád je sdílel s kolegy a studenty.

### Archivy a sbírky
- V roce 1960 obdržel archiv města Amsterdamu přibližně 2 000 fotografií a 6 000 negativů díla Jana van Dijka prostřednictvím jeho syna Johana. Hodně z toho bylo digitalizováno a lze je zhlédnout prostřednictvím obrazové banky archivu. Jsou to městské scenérie, exteriéry a interiéry amsterdamských domů, továren a průmyslových budov, z nichž první pochází z roku 1898 a poslední z roku 1960.[8]
- Městský archiv v Haagu má fotoalbum z doby kolem roku 1920 s fotografiemi pláže Scheveningen. V Haagské obrazové bance je jich k vidění 28.[18]
- Národní archiv obsahuje 6 fotografií, které byly publikovány v Elsevierově ilustrovaném měsíčníku. Sbírka fotografií Elsevier, přístup 2.24.05.02
  - součást 023–0328[19]
  - součást 025–0302[20]
  - součást 029–0084[21]
  - součást 040–0179[22]
  - součást 072–1164[23]
  - součást 073–0542[24]
- Kabinet tisků Prentenkabinet Leidenské univerzitní knihovny má 4 fotografie.[25]
- Nizozemská agentura pro kulturní dědictví (RCE) vlastní tři fotografie.[26][27]

### Filmy
- Eye Filmmuseum Amsterdam

### Časopisy a další publikace
- Bedrijfsfotografie (Firemní fotografie) 1926 (281–284), 1927 (61–64, 86, 247, 602, 603), 1928 (242), 1929 (210), 1931 (196), 1937 (29), 1939 (275, 282) 1940 (291, 297–298, 308, 315, 375, 396, 399–400), 1941 (310, 317)
- Focus 1921 (499), 1925 (52,83), 1926 (297), 1932 (637), 1940 (155, 281), 1942 (54, 59)
- Cosmorama 1940 (36 140)
- Photography Yearbook (Fotografická ročenka) 1935 (200), 1938 (243)
- J. G. Beernink, Compositieleer (Kompozice), Bloemendaal, 1944, (161)
- W. Kuyper, De kunst van het wonen (Umění života), 1947, (48)
- August Grégoire, Honderd jaar Fotografie (Sto let fotografie), Bloemendaal, 1948, předmluva
- Flip Bool a Kees Broos (vyd.), Fotografie in Nederland (Fotografie v Nizozemsku), 1920–1940, Haag, 1979

### Výstavy
- 1926 První Fotografendag (Den fotografů), Nederlandse Amateur Fotografen Vereniging (NAFV, Nizozemská asociace amatérských fotografů), první cena za průmyslové práce: Jan van Dijk
- 1927 Fotografendag (Den fotografů) Nederlandsche Fotografen Patroons Vereniging (NFPV)
- 1928 Nederland in Beeld, Stedelijk Museum Amsterdam
- 1928 Fotografendag Nederlandsche Fotografen Patroons Vereniging (NFPV, Nizozemská asociace fotografů)
- 1931 Fotografendag Nederlandsche Fotografen Patroons Vereniging (NFPV), Kunstzaal Reeker Haarlem
- 1935 Fotografendag Nederlandsche Fotografen Patroons Vereniging (NFPV), Pulchri Studio Den Haag
- 1937 Foto '37 v muzeu Stedelijk Museum Amsterdam
- 1939 Fotografendag (Den fotografů) Nederlandsche Fotografen Patroons Vereniging (NFPV)